# Pangelen
Pangelen is een bestuurslaag in het regentschap Sampang van de provincie Oost-Java, Indonesië. Pangelen telt 4770 inwoners (volkstelling 2010).